# Argentinisch-brasilianische Beziehungen
Die argentinisch-brasilianischen Beziehungen bezeichnen die bilateralen Beziehungen zwischen den beiden südamerikanischen Staaten Argentinien und Brasilien. Nach der Unabhängigkeit beider Staaten im frühen 19. Jahrhundert waren die Beziehungen angespannt, als beide zwischen 1825 und 1828 den Argentinisch-Brasilianischen Krieg um die Kontrolle des Río de la Plata führten, in dessen Folge Uruguay gegründet wurde. Bis weit ins 20. Jahrhundert hinein rivalisierten Argentinien und Brasilien um die regionale Vorherrschaft in Südamerika. Ab dem Ende der 1970er Jahre wurden die bilateralen Beziehungen vertieft und die wirtschaftliche Integration verstärkt. 1997 wurden beide Länder mit dem Abschluss einer strategischen Partnerschaft schließlich enge Verbündete. Da beide Länder zusammen die Mehrheit der Fläche und Bevölkerung Südamerikas ausmachen, sind die Beziehungen beider Länder äußerst wichtig, um eine verstärkte regionale Integration in Südamerika zu erreichen. Beide Staaten kooperieren im Rahmen des 1991 etablierten Mercosur und zahlreicher weiterer multilateraler Organisationen.

## Geschichte der Beziehungen

### 19. Jahrhundert

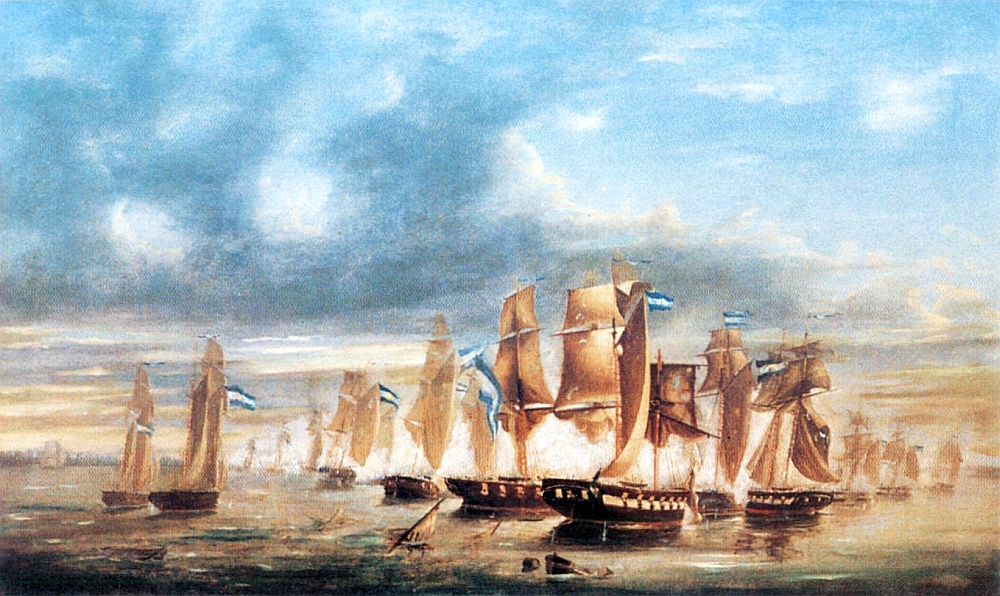
Seeschlacht während des Argentinisch-Brasilianischen Kriegs

Anfang des 19. Jahrhunderts zersplitterte das Spanische Kolonialreich in Südamerika in verschiedene Republiken. Der heutige argentinische Staat ging dabei aus dem Vizekönigreich Río de la Plata hervor, welcher 1816 als Vereinigte Provinzen des Río de la Plata seine Unabhängigkeit erlangte und 1831 zur Argentinischen Konföderation wurde. Brasilien erklärte sich 1822 als Kaiserreich Brasilien von Portugal für unabhängig. Die frühen Beziehungen beider Staaten waren von dem Streit um die Kontrolle der Banda Oriental geprägt, welche 1811 als Teil des Vizekönigreich Río de la Plata von portugiesischen Truppen unter Ausnutzung der Wirren der südamerikanischen Unabhängigkeitskriege besetzt worden war. Als Provinz Cisplatina war das Gebiet ein Teil Brasiliens, als schließlich Unabhängigkeitskämpfer 1825 einen Anschluss an Argentinien proklamierten, was zum Argentinisch-Brasilianischen Krieg um die Kontrolle der für den Seehandel äußerst wichtigen Provinz führte. Nach drei Jahren kriegerischer Auseinandersetzung ohne eindeutigen Sieger wurde die Banda Oriental nach unter der Aufsicht von Großbritannien vermittelten Friedensverhandlungen als Republik Uruguay ein unabhängiger Staat. Ein Abkommen regelte die freie Schifffahrt über den Río de la Plata. Die Beziehungen blieben allerdings angespannt und nachdem der argentinische Diktator Juan Manuel de Rosas separatistische Bewegungen in Südbrasilien unterstützt hatte, verbündete sich Brasilien mit Uruguay, Paraguay und den argentinischen Provinzen Entre Ríos und Corrientes. Gemeinsam konnte diese Allianz Rosas im La-Plata-Krieg (1851–1852) aus dem Amt entfernen.

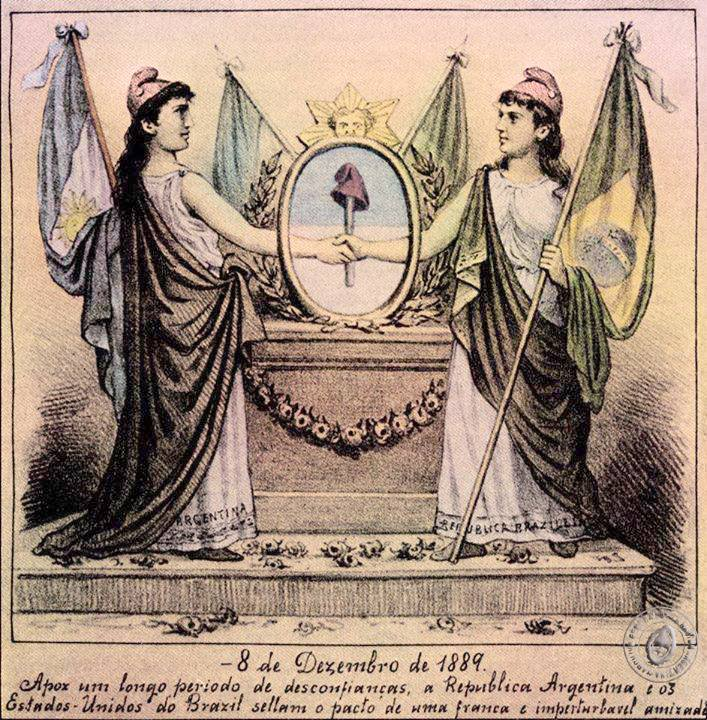
Symbolische Abbildung einer Freundschaft zwischen der argentinischen und neuen brasilianischen Republik (1889)

Im Jahre 1856 bestätigte ein Abkommen zwischen beiden Ländern die freie Schifffahrt über den Río de la Plata. Es wurde auch vereinbart, die Unabhängigkeit von Uruguay und Paraguay zu respektieren und keine separatistischen Bewegungen in Nachbarländern zu unterstützen. Während des Tripel-Allianz-Kriegs (1864–1870) besiegte eine Allianz bestehend aus Argentinien, Brasilien und Uruguay das expansionistische Paraguay unter Francisco Solano López. Ein Territorialkonflikt der siegreichen Parteien um Teile der Provinz Misiones konnte 1895 unter Vermittlung von US-Präsident Grover Cleveland gelöst werden. Nach dem Ende des Kaiserreichs in Brasilien und der Übernahme einer republikanischen Regierungsform kamen Argentinien und Brasilien am Ende des 19. Jahrhunderts enger zusammen. Im Zeichen einer diplomatischen Annäherung kam es 1899 zu Besuchen der jeweiligen Staatschefs im anderen Land.

### 20. Jahrhundert
Im frühen 20. Jahrhunderts stieg Argentinien zu einem der größten Agrarexporteure der Welt auf und konnte Brasilien damit vorübergehend überholen. Dabei wurde eine enge wirtschaftliche und politische Partnerschaft mit Großbritannien etabliert, wohin die meisten Exporte gingen. Den Beziehungen zu den Nachbarländern wurde dagegen nur wenig Priorität beigemessen, denen sich die Argentinier überlegen fühlten. Brasilien etablierte dagegen enge Beziehungen zu den Vereinigten Staaten, welche zum größten Handelspartner und Auslandsinvestor der Brasilianer wurde. Aufgrund dieser unterschiedlichen Ausrichtung blieb die wirtschaftliche und politische Integration beider Länder begrenzt. In Brasilien stürzte die liberale Revolution von 1930 die oligarchischen Kaffeeplantagenbesitzer und brachte eine städtische Mittelschicht und die Unternehmerklasse an die Macht, die Industrialisierung und Modernisierung vorantrieben, während die Weltwirtschaftskrise Argentinien schwächte. Die brasilianische Führung in den 1920er und 1930er Jahren war der Ansicht, dass Argentiniens außenpolitisches Ziel darin bestand, das portugiesischsprachige Brasilien von den spanischsprachigen Nachbarn zu isolieren und so die Ausweitung des wirtschaftlichen und politischen Einflusses Argentiniens in Südamerika zu erleichtern. Sie hegten auch die Befürchtung, dass eine stärkere argentinische Armee einen Überraschungsangriff auf die schwächere brasilianische Armee starten könnte. Dies führte zu einem Rüstungswettlauf zwischen beiden Staaten um moderne Schlachtschiffe. Während des Zweiten Weltkriegs war Brasilien ein Verbündeter der Vereinigten Staaten, entsandte sein Militär nach Europa und stellte sein eigenes Staatsgebiet für die amerikanische Kriegsführung zur Verfügung. In Gegensatz dazu war Argentinien offiziell neutral und begünstigte zeitweise Deutschland.

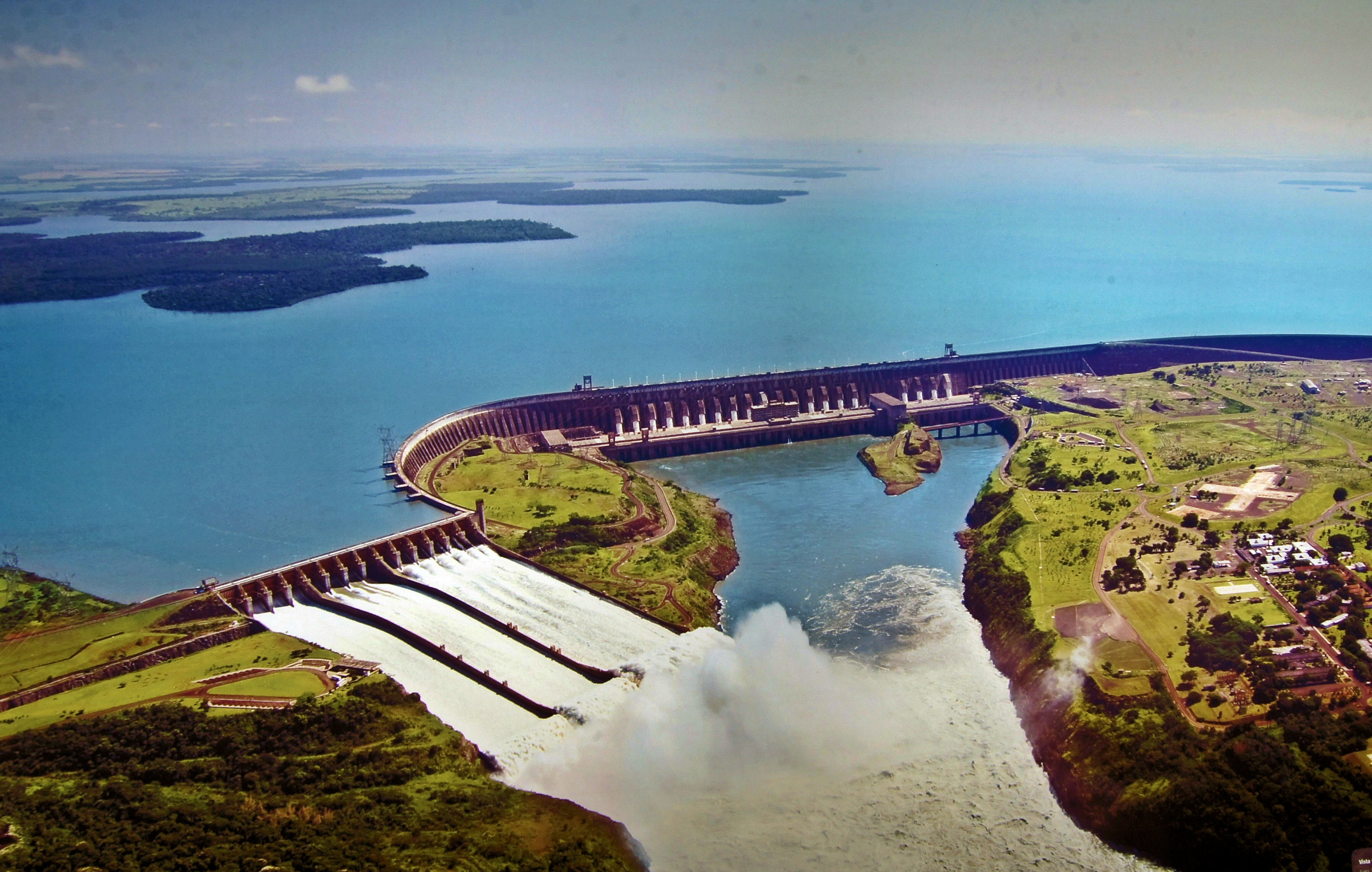
Itaipú-Staudamm

Nach dem Ende des Krieges blieben die Beziehungen belastet, als Argentinien unter Juan Perón für einen dritten Weg außerhalb von Kommunismus und Kapitalismus eintrat, während Brasilien zwischen 1946 und 1951 von dem strammen Antikommunisten Eurico Gaspar Dutra regiert wurde. Unter ihm war Brasilien ein starker Unterstützer der Gründung der Organisation Amerikanischer Staaten und des Interamerikanischen Vertrag über gegenseitigen Beistand, denen sich Argentinien nur anschloss, um nicht isoliert zu werden. Ende der 1950er Jahre kam es schließlich zu einer Annäherung der beiden Länder und zunehmenden Diskussionen um eine engere Zusammenarbeit. 1967 wurde eine Zollunion beider Staaten vorgeschlagen, die jedoch an Widerständen auf beiden Seiten scheiterte. Anfang der 1970er Jahre kam es zwischen beiden Ländern zu Streitigkeiten um den Bau des Itaipú-Staudamms. Buenos Aires befürchtete, dass das brasilianische Projekt seine eigenen Pläne zur Erschließung der Wasserressourcen in dem Gebiet behindern würde. Der Streit belastete die bilateralen Beziehungen und behinderte die Bemühungen um engere wirtschaftliche und politische Beziehungen. Ende der 1970er Jahre verschlechterten sich die Beziehungen der brasilianischen Militärdiktatur zu den USA, ihrem einstigen Verbündeten, was eine Annäherung an Argentinien begünstigte und 1979 einigten sich beide Staaten mit Paraguay über den Bau des Itaipú.
Anfang der 1980er Jahre wurden Abkommen zwischen beiden Ländern zur Zusammenarbeit im Energiesektor und bei der Entwicklung der Atomenergie geschlossen. Während des Falklandkriegs 1982 zwischen Argentinien und Großbritannien solidarisierte sich Brasilien mit Argentinien und unterstützte die argentinischen Gebietsansprüche. Dies begünstigte vertrauensvolle Beziehungen zwischen beiden Staaten. Da Argentinien inzwischen seine frühere wirtschaftliche Vormachtstellung gegenüber anderen südamerikanischen Staaten verloren hatten, machte es nur noch wenig Sinn, sich einer vertieften wirtschaftlichen Integration entgegenzustellen. Nach der Demokratisierung in Argentinien (1983) und in Brasilien (1985) wurde die wirtschaftliche Zusammenarbeit vertieft. Nach der Unterzeichnung eines Freundschaftsabkommens (1987) wurde 1990 die Schaffung einer südamerikanischen Wirtschaftsgemeinschaft verkündet, die ein Jahr später in der Etablierung des Mercosur als gemeinsamem Markt gipfelte. In den ersten Jahren des Mercosur wurde auch die Zusammenarbeit in Wissenschaft, Kultur und Bildung deutlich vertieft und 1997 erklärten sich beide Länder zu strategischen Partnern. Das gegenseitige Misstrauen konnte jedoch trotz der großen Fortschritte nicht völlig überwunden werden, auch da Argentinien sich unter Carlos Menem eng an die USA band, um einer möglichen regionalen Vorherrschaft Brasiliens vorzubeugen.

### 21. Jahrhundert

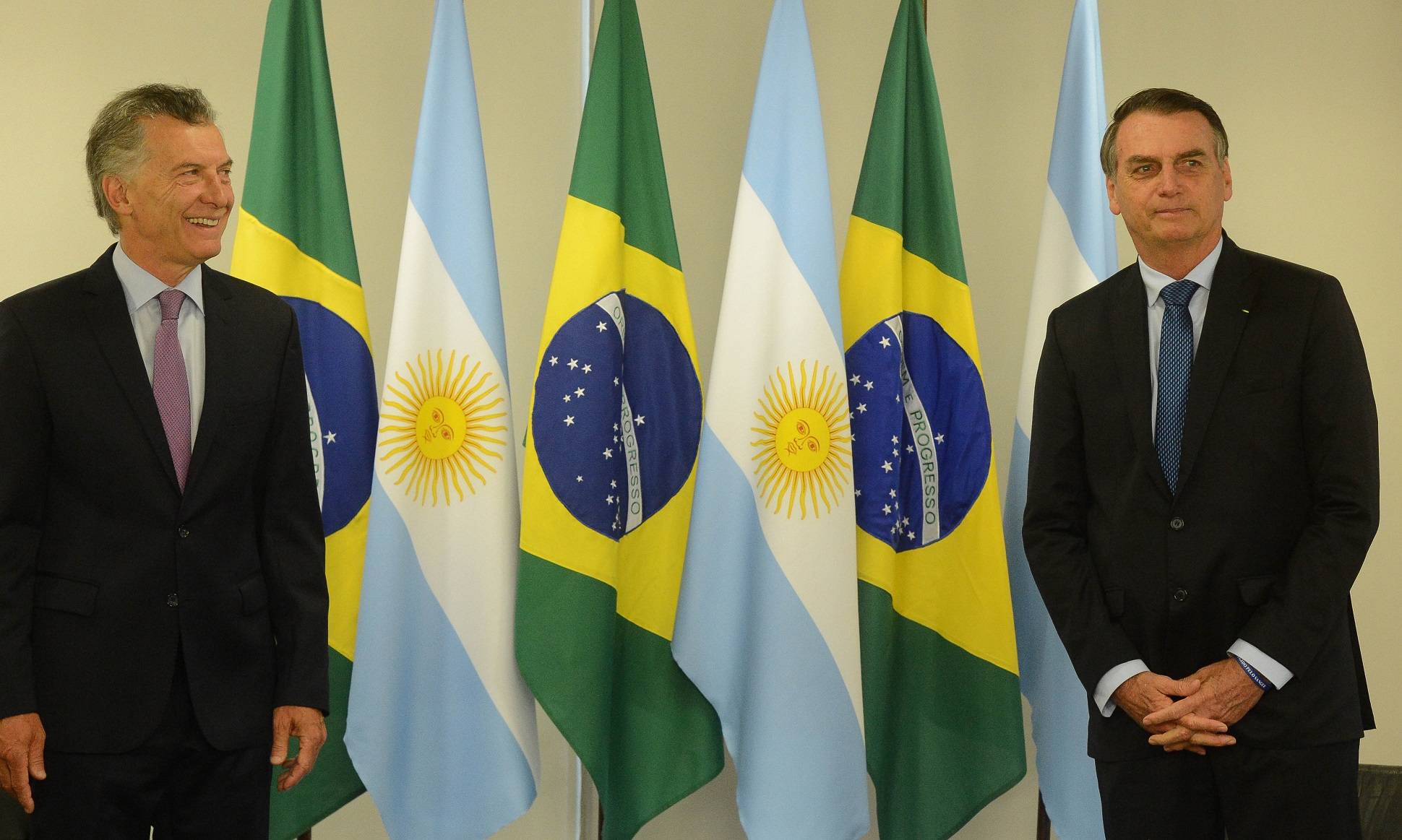
Mauricio Macri und Jair Bolsonaro (2019)

2003 kamen in Argentinien mit Néstor Kirchner und in Brasilien mit Luiz Inácio Lula da Silva linke Regierungen an die Macht, wodurch die Integrationsbemühungen weiter begünstigt wurden. So koordinierten sich beide Regierungen, um auf der Weltbühne gemeinsam ihre Interessen zu verteidigen, so z. B. bei der G20 während der globalen Finanzkrise, als beide Länder gemeinsam für eine Reform des internationalen Finanzsystems eintraten. Ein weiteres Zeichen des gegenseitigen Vertrauens ist, dass seit 2003 die Diplomaten beider Länder einen gemeinsamen Sitz im Sicherheitsrat der Vereinten Nationen einnehmen, wenn eines der beiden Länder einen nicht-ständigen Sitz innehat. Die Gründung der Union Südamerikanischer Nationen (UNASUR) im Jahr 2008 war dabei ein Meilenstein in der neuen Außenpolitik von Brasilien und Argentinien. Der argentinische Außenminister Héctor Timerman bezeichnete das Bündnis mit Brasilien im Jahre 2010 als „unzerstörbar“. In den 2010er Jahren haben beide Länder in der Regierungszeit von Mauricio Macri in Argentinien und Jair Bolsonaro in Brasilien die prinzipielle Grundlage für das Freihandelsabkommen zwischen dem Mercosur und der EU geschaffen, das seit zwanzig Jahren in Arbeit war. Die Beziehungen zwischen Brasilien und Argentinien wurden aufgrund der tiefgreifenden ideologischen Differenzen zwischen dem rechtsgerichteten brasilianischen Präsidenten Jair Bolsonaro und der linksgerichteten Regierung Alberto Fernández ab 2019 schlechter, die kein gutes persönliches Verhältnis hatten. Zu den Differenzen gehörte das Verhältnis zu Venezuela unter Nicolás Maduro. Die Beziehungen begannen sich zu verbessern, nachdem in Brasilien 2023 erneut Lula da Silva zum Präsidenten gewählt wurde. Lula kam zu seinem ersten Auslandsbesuch nach Argentinien. Im Januar 2023 kündigten Lula und Fernández Pläne für eine stärkere wirtschaftliche Integration an, einschließlich erster Gespräche über die Entwicklung einer gemeinsamen Währung.

## Wirtschaftsbeziehungen
Durch den Mercosur wurden die Wirtschafts- und Handelsbeziehungen zwischen beiden Ländern deutlich vertieft. 2021 lag der bilaterale Handel bei knapp 23 Milliarden US-Dollar. Zu den am meisten gehandelten Waren zwischen beiden Ländern gehören Waren wie Automobile, Weizen und Rohstoffe wie Eisenerz. Nach der Volksrepublik China und den USA war Argentinien damit für Brasilien der drittgrößte Handelspartner, während gleichzeitig Brasilien für Argentinien der wichtigste Handelspartner war.
Beide Länder haben zahlreiche Abkommen zur Vertiefung der Wirtschaftsbeziehungen geschlossen. Am 2. Mai 2023 haben die Präsidenten Argentiniens und Brasiliens angekündigt, dass sie weiter an der Entwicklung eines Mechanismus arbeiten wollen, der es ihnen ermöglicht, im bilateralen Handel auf die Verwendung des US-Dollars zu verzichten.

## Kulturbeziehungen

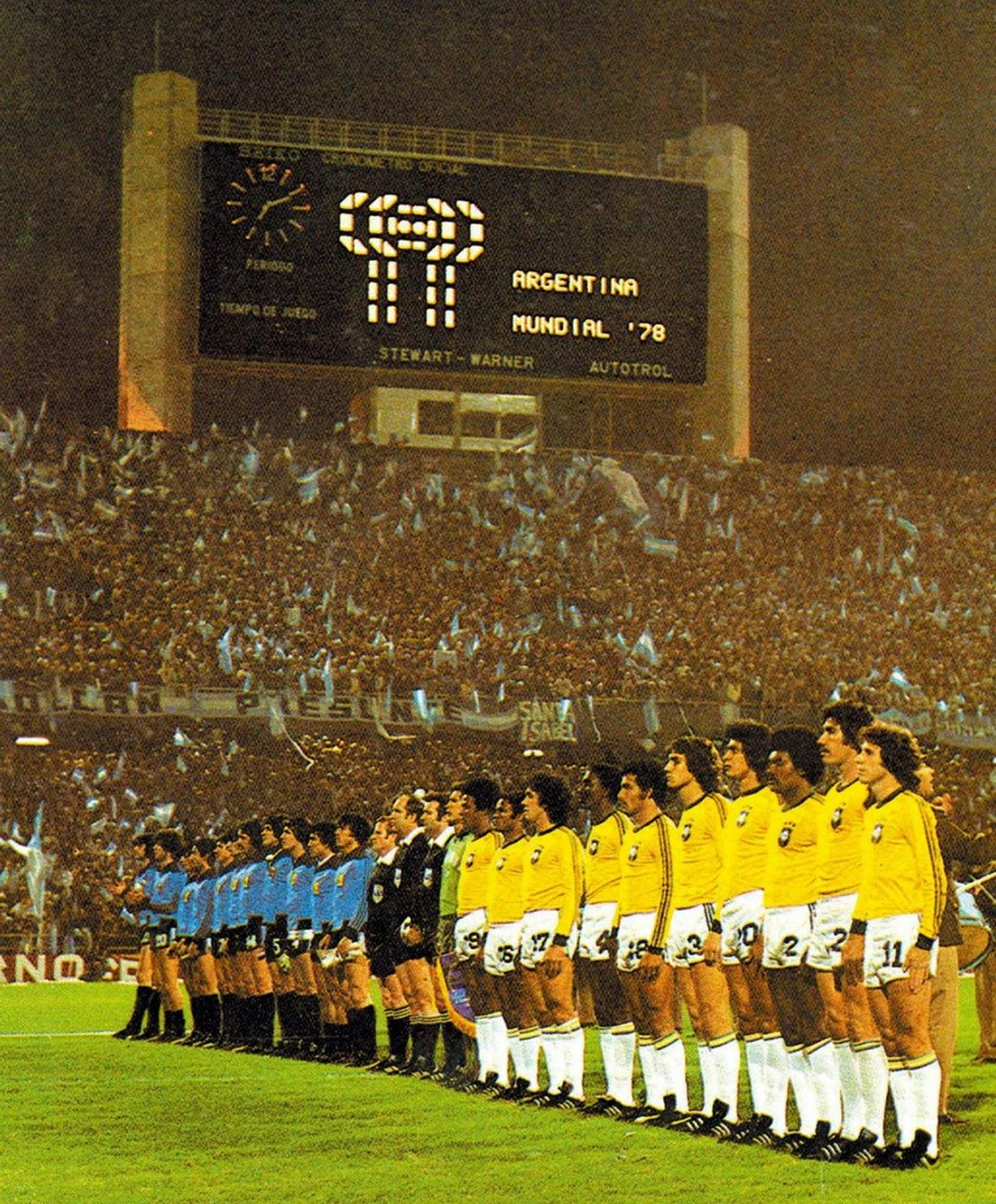
Länderspiel Argentinien gegen Brasilien bei der Fußball-WM 1978

Die Kulturbeziehungen beider Länder waren in der Anfangszeit stark ambivalent geprägt. Im frühen 19. und 20. Jahrhundert sah sich Argentinien als europäische Nation mit atlantischer Ausrichtung an und blickte auf Brasilien herab, während die Führungsschicht des Kaiserreichs und der späteren brasilianischen Aristokratenrepublik den argentinischen Republikanismus verachtete. Mit der politischen Annäherung beider Länder haben sich auch die kulturellen Kontakte intensiviert. So hatte brasilianische Musik großen Erfolg in Argentinien und zahlreiche Argentinier und Brasilianer haben das jeweils andere Land bereist, oder leben und arbeiten dort. Eine Rivalität zwischen beiden Ländern ist im Sport geblieben, insbesondere im Fußball, wo die Nationalmannschaften der beiden Länder zu den besten der Welt gehören und zusammen mit Uruguay bei der Copa América dominiert haben.
Das brasilianische Kulturinstitut Instituto Guimarães Rosa (bis 2022: Centro Cultural do Brasil) ist in der argentinischen Hauptstadt Buenos Aires mit seiner Niederlassung Instituto Guimarães Rosa Buenos Aires, Kooperationen und Lektoraten im Land präsent.

## Diplomatische Standorte
- Brasilien hat eine Botschaft in Buenos Aires und mehrere Konsulate in verschiedenen argentinischen Städten
- Argentinien hat eine Botschaft in Brasília und mehrere Konsulate in verschiedenen brasilianischen Städten

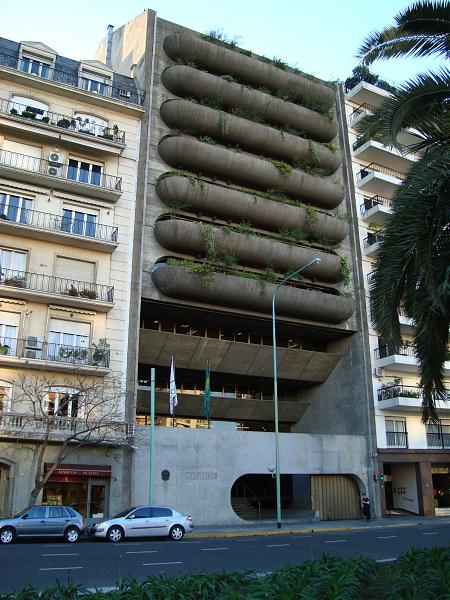
Brasilianische Botschaft in Buenos Aires